# Hydrobiont

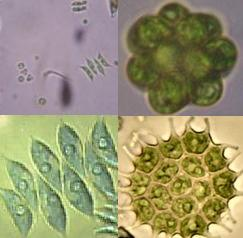
Glony

Hydrobiont – gatunek ściśle związany ze środowiskiem wodnym, cały cykl życiowy spędzający w zbiornikach wodnych, poza środowiskiem wodnym występujący sporadycznie i raczej przypadkowo. Do hydrobiontów zaliczyć można mięczaki wodne (np. małże), jamochłony, gąbki, skorupiaki, wiele owadów wodnych. Hydrobiontami jest też wiele glonów oraz roślin określanych jako makrofity. Hydrobionty wykazują wiele charakterystycznych przystosowań do życia w wodzie, np. znaczna część zwierząt wodnych przystosowała się do pobierania tlenu rozpuszczonego w wodzie, pokonywania oporu wody, rozmnażania w środowisku wodnym. U roślin przystosowania dotyczą np. sposobu zapłodnienia, rozsiewania nasion.